# Junctional Adhesion Molecules

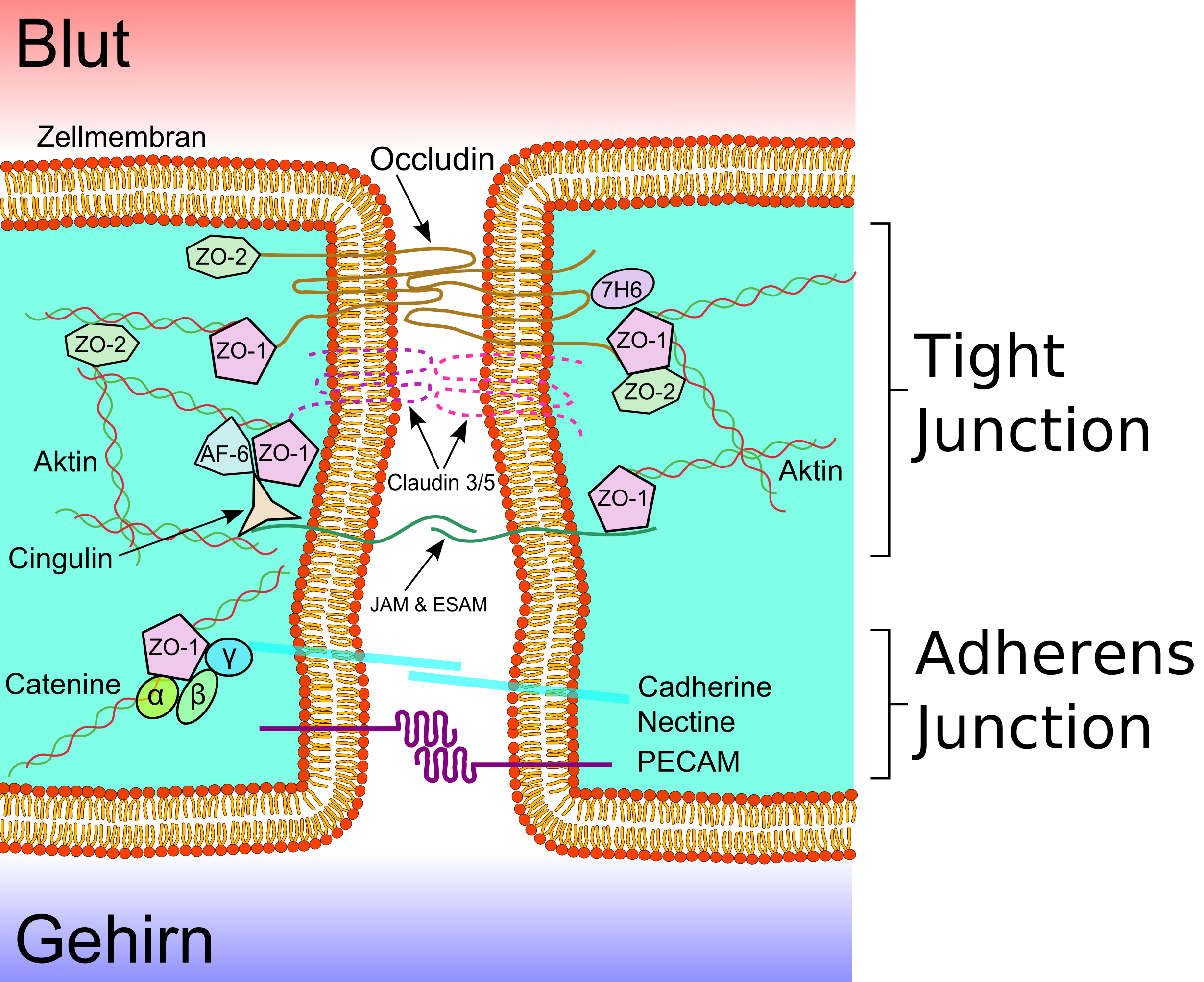
Schematische Darstellung der Junctional Adhesion Molecules und anderer Adhäsionsmoleküle zwischen zwei Endothelzellen

Junctional Adhesion Molecule (JAM) („junktionales Adhäsionsmolekül“, lat. iunction = „Verbindung“) heißen Proteine, die zu einer Untergruppe der Immunglobulin-Superfamilie gehören. Sie bestehen aus 2 Immunglobulin-ähnlichen Domänen, einer Transmembrandomäne und einer kurzen zytoplasmatischen Domäne. Sie sind nur bei Wirbeltieren vorhanden.
JAMs werden von einer Vielzahl verschiedener Zellen exprimiert. Man findet sie vornehmlich in Epithelzellen, Endothelzellen und Zellen des Immunsystems (Leukozyten), aber auch in Zellen des zentralen und peripheren Nervensystems, männlichen Keimzellen und Sertolizellen.
In Epithelzellen und Endothelzellen sind die Junctional Adhesion Molecules Bestandteil der Tight Junctions. Innerhalb des Zytoplasmas sind die JAMs mit dem Aktin-Zytoskelett verbunden.

## Familienmitglieder
Bisher sind drei Junctional Adhesion Molecules mit etwa 300 bis 310 Aminosäuren bekannt. Zwei weitere Immunglobuline mit etwa 400 Aminosäuren und gleicher Funktion können hinzugezählt werden.

### JAM-A
JAM-A (Gen-Name: F11R) war das erste Junctional Adhesion Molecule das entdeckt wurde. JAM-A wird im Wesentlichen in den Tight Junctions epithelialer und endothelialer Zellen exprimiert. Es spielt bei der Migration von Leukozyten eine Schlüsselrolle. Ebenso ist es in die durch Antikörper induzierte Thrombozytenaggregation involviert.

### JAM-B
JAM-B (auch CD322, Gen-Name: JAM2) spielt bei der Transmigration von Lymphozyten durch das Endothel eine wichtige Rolle. JAM-B wurde erstmals 2001 beschrieben und wird auf Endothelien und Lymphatischen Zellen exprimiert. Es besteht aus 298 Aminosäuren.

### JAM-C
JAM-C (Gen-Name: JAM3) ist das Dritte bisher bekannte Junctional Adhesion Molecule. Das für dieses Protein codierende Gen befindet sich beim Menschen auf Chromosom 11 Genlocus q25. JAM-C wird außer in Endothel- und Epithelzellen auch in Fibroblasten, Zellen der glatten Muskulatur, Spermatiden und peripheren Nervenzellen exprimiert. AM-like
JAM-like (Gen-Name: AMICA1) hat ähnliche Funktion wie JAM-B und wird in blutbildenden und Leberzellen exprimiert.

### IGSF5
Auch IGSF5 fungiert in Tight Junctions, insbesondere möglicherweise in den Glomeruli der Nieren und im Dünndarm. Außerdem hat es Aufgaben bei der Zelladhäsion von Spermien.